# Enrique Mendoza
Pour les articles homonymes, voir Mendoza.
Enrique Mendoza, né le 11 août 1945 à Petare (État de Miranda) et mort le 3 avril 2023 à Caracas, est un homme politique vénézuélien. 
Il est membre du conseil de la municipalité de Sucre puis son maire de 1989 à 1995, gouverneur de l'État de Miranda de 1995 à 2004 puis député à l'Assemblée nationale du Venezuela de 2011 à 2016.

## Biographie

### Formation
Fils de Clara d'Ascoli et du commentateur hippique José Eduardo Mendoza, connu sous le nom de Miralejos pour sa façon de décrire les courses avec ses jumelles puis sans elles, Enrique Mendoza naît 4 jours après la fin de la Seconde Guerre mondiale le 11 août 1945. Il entre au collège La Salle puis commence des études de droit à l'université centrale du Venezuela. Il interrompt son cursus en quatrième année pour se consacrer à la politique. 

### Entrée en politique
Dès ses débuts, Enrique Mendoza entre au parti social-chrétien COPEI et à la direction de Juventud Revolucionaria Copeyana (JRC). Il devient l'assistant privé de l'un des fondateurs du COPEI, José Antonio Pérez Díaz, alors président du Congrès national du Venezuela et s'initie à la pratique du pouvoir et la gouvernance nationale. 
En 1979, il devient membre du conseil de la municipalité de Sucre dans l'État de Miranda puis se hisse à sa tête. En 1989, il est élu pour la première fois lors d'un scrutin populaire et devient maire de cette municipalité lors des premières élections au suffrage direct pour le gouvernorat d'État et les mairies de la période 1990-1992. Il est réélu pour la période 1993-1995. 

### Gouverneur de l'État de Miranda
En 1995, Enrique Mendoza se présente à l'élection du gouverneur de l'État de Miranda et l'emporte avec 43.91 % des voix pour la période 1996-1998 et est réélu pour la période 1999-2001 avec 51.02 % des voix. Ses actions sont reconnues comme plus techniciennes que politisées opérant un réel virage avec ses prédécesseurs, notamment en matière de politique culturelle.
En 1999, est établie une assemblée constituante, et une nouvelle constitution est mise en place. Elle prévoit de nouvelles élections régionales, organisées en 2000, visant à renouveler les gouverneurs pour la période 2000-2003. Mendoza est réélu dans l'État de Miranda avec une marge confortable et 64.81 % des voix. 
Entre 2000 et 2004, l'ascension du président Hugo Chávez provoque une confrontation ouverte entre ses partisans et l'opposition créant un vaste élan de protestation, de grèves et d'émeutes, jusque devant la résidence du président, le palais de Miraflores. En 2004, le référendum (Referéndum Revocatorio) pour ou contre le maintien au pouvoir du président conforte la position de Chávez malgré les protestations de l'opposition qui dénonce de vastes fraudes lors du scrutin. L'opposition est divisée quant à sa participation au Conseil national électoral (Consejo Nacional Electoral ou CNE) plutôt en faveur du président. Les atermoiements de l'opposition se reproduisent lors des élections régionales d'octobre 2004 lorsque plusieurs candidats de l'opposition se retirent formellement ou se maintiennent de façon ambiguë. Le parti au pouvoir emporte 22 des 24 États laissant à l'opposition l'État pétrolier de Zulia et l'État insulaire de Nueva Esparta.
En 2004, Mendoza se représente dans ces circonstances et est battu par Diosdado Cabello du Mouvement Cinquième République (MVR). En 2008, il souhaite se représenter aux élections régionales pour battre Cabello accusé de mauvaise gestion de l'État de Miranda mais renonce devant le soutien populaire des partisans chavistes et il est frappé d'inéligibilité. Il décide alors de soutenir l'une des figures de proue de l'opposition au pouvoir en place, Henrique Capriles Radonski, triomphalement élu avec 53.11 % des voix pour la période 2008-2012 à la tête de l'État de Miranda. 

### Député à l'Assemblée nationale
En 2009, son inéligibilité arrive à son terme et Enrique Mendoza se présente aux législatives du 26 septembre. Toutefois, il est exclu provisoirement du conseil électorale Mesa de Unidad, « Table de l'Unité » qui deviendra plus tard Mesa de la Unidad Democrática (MUD), qui veut présenter un candidat unique de l'opposition dans les circonscriptions prenables face au pouvoir en place. Il se présente en troisième position sur la liste pour l'État de Miranda, une position où son éligibilité est quasi nulle puis la MUD modifie ses listes et le place en position d'éligibilité sur les listes, notamment pour les municipalités de Baruta, Chacao, El Hatillo et la paroisse civile de Leoncio Martínez. Il est élu avec l'un des scores les plus élevés du pays (234 272 voix).
De janvier 2011 à janvier 2016, il est député à l'Assemblée nationale du Venezuela pour l'État de Miranda. Il collabore activement avec son suppléant, Angel Medina du parti Action démocratique (AD). Tandis que Mendoza pratique une politique de terrain en participant aux marches de protestation contre le régime et s'adressant régulièrement à son électorat, son suppléant participe aux débats parlementaires en parfaite coordination avec son élu. Il compte parmi les plus fermes opposants au régime chaviste.